# Rostkindad frötangara
Rostkindad frötangara (Sporophila hypochroma) är en fågel i familjen tangaror inom ordningen tättingar.

## Utbredning och systematik
Fågeln förekommer lokalt i östra Bolivia, Paraguay, sydvästra Brasilien och nordöstra Argentina. Den behandlas som monotypisk, det vill säga att den inte delas in i några underarter.

## Status
IUCN kategoriserar arten som nära hotad.